# Анастас Прокопанов
Анастас Христов Прокопанов е виден български учен, ветеринар и професор от Македония.

## Биография
Анастас Прокопанов е роден на 6 декември 1907 година в голямата кайлярска паланка Емборе, тогава в Османската империя, днес Емборио, Гърция. В 1927 година завършва гимназия в Плевен, а след това ветеринарна медицина във Ветеринарномедицинския факултет в София в 1932 година. В следващата 1933 година започва работа като асистент във факултета Патология, паразитология и терапия с клиника по вътрешни болести. Прокопанов специализира в Берлин в периода 1937 – 1938 година. Става асистент в катедра Хирургия, акушерство, ковка и копитни болести в 1940 година. В 1949 година е избран за редовен доцент в катедра Акушерство, гинекология и изкуствено осеменяване. Прокопанов става професор в 1960 година. От следващата 1961 година е ръководител на катедрата, на която длъжност остава до 1973 година, когато се пенсионира. От 1962 до 1964 година е заместник-ректор.

## Трудове
Прокопанов е автор или съавтор на редица учебници и научни публикации в издания в България и чужбина. Негови стати са публикувани в Индия, Германия и други. Публикува статии и в „Научни трудове на ВВМИ“.